# Anthodiscus amazonicus
Anthodiscus amazonicus é uma planta nativa do Brasil (Amazonas, Rondônia e Bahia), da Colômbia e do Equador.